# 歌志内市消防本部
歌志内市消防本部（うたしないししょうぼうほんぶ）は、北海道歌志内市の消防部局（消防本部）。管轄区域は歌志内市全域。

## 概要
- 消防本部：北海道歌志内市字本町1027-55
- 管内面積：55.99km2
- 職員定数：27人
- 消防署1カ所
- 主力機械（2020年12月31日現在） 
  - タンク車：2
  - 高規格救急自動車：2
  - 指令車：1
  - 指揮広報車：2

## 沿革
- 1951年4月1日 - 歌志内町消防本部を開設。
- 1958年7月1日 - 市制施行。歌志内市消防本部に改称。
- 1959年 - 歌志内市消防署及び神威分遣所を開設。
- 1963年 - 東光分所を開設。
- 1966年 - 消防本部庁舎を新築。
- 1967年 - 神威分遣所を神威出張所に、東光分所を東光分遣所に改称。
- 1968年5月15日 - 救急業務を開始。
- 1976年11月1日 - 東光分遣所を廃止。
- 2000年5月1日 - 高規格救急車を配置し、救急救命士が業務を開始。
- 2004年 - 神威出張所を神威分遣所に改称。
- 2006年 - 神威分遣所を廃止。
- 2011年10月 - 消防本部を字本町1027番地55に移転。

## 組織
- 本部
  - 総務グループ
  - 予防グループ
  - 保安グループ
  - 警防グループ
  - 救急グループ
  - 消防団グループ
- 消防署

## 消防署
| 消防署         | 住所          | 出張所 |
| -------------- | ------------- | ------ |
| 歌志内市消防署 | 字本町1027-55 | なし   |